# Kruhari
Kruhari falu Bosznia-Hercegovinában, a Bosznia-hercegovinai Föderáció Una-Szanai kantonjában, Sanski Most községben. 

## Fekvése
Bosznia-Hercegovina északnyugati részén, Bihácstól légvonalban 66, közúton 88 km-re keletre, Sanski Most központjától légvonalban 3, közúton 4 km-re keletre fekvő hegyvidéki területen, a Behremaginica-hegység nyugati szélén, a Kruharuša-patak völgyében fekszik. A patak a szomszédos Sasina falu közelében ered, átfolyik Kruhare falun és 7 km megtétele után, közvetlenül annak a Szana folyóval való összefolyása előtt, Poljaknál ömlik a Sasina-patakba.

## Népessége
| Nemzetiségi csoport | Népesség 1991 | Népesség 2013 |
| ------------------- | ------------- | ------------- |
| Szerb               | 416           | 37            |
| Bosnyák             | 0             | 69            |
| Horvát              | 359           | 54            |
| Jugoszláv           | 13            | 1             |
| Egyéb               | 15            | 2             |
| Összesen            | 803           | 163           |

## Története
Területén már az ókorban folyt vasérc bányászat és feldolgozás, határában a Kruharuša-patak torkolata közelében a történelem előtti korszakból, valamint a középkorból származó primitív négyszögletes vaskohókat találtak. Környékén sok volt a vasérc. A késő középkorból származó primitív szélmalmok nyomait Kruhariban, Sasinában, Škrljevitában, Stari Majdanban, Stara Rijekában, Briševoban és néhány más faluban is megtalálták. Ezen a területen szinte minden lépésnél találkozunk olyan nyomokkal, amelyek a primitív vaskohászatra utalnak.
A falu története során mindvégig vegyes, szerb-horvát lakosságú volt. 1879-ben 468 lakosából 320 ortodox szerb és 148 katolikus horvát volt. Településrészei Glamočnica, Greda, Kruhari és Kruharuša voltak. 1910-ben 702 lakosa volt. 1941. május 8-án a falu határában 28 szerb civilt gyilkoltak meg, az eseményre a tett helyszínén emelt emlékmű emlékeztet. A boszniai háború végén, 1995 októberében, közvetlenül Sanski Most felszabadítása előtt, tizenöt bosnyák rabot öltek meg brutálisan a településen, akik közül tizenketten a Sanski Mosttól északnyugatra fekvő Vrše településről származtak. Emlékükre a Domazeti településrészen emlékművet emeltek.

## Nevezetességei
- A temetőben állt egy Szent Márk tiszteletére szentelt fakápolna, mely egy erdőtűzben leégett.[7]

- A mecset építése 2004 februárjában kezdődött, és 2007. július 14-én nyitották meg.[8]